# Estadio Unidad Deportiva del IMSS
Das Estadio Unidad Deportiva del IMSS ist ein Fußballstadion mit Leichtathletikanlage in der mexikanischen Stadt Oaxtepec im Bundesstaat Morelos. Als der ortsansässige CF Oaxtepec in den Spielzeiten 1982/83 und 1983/84 der Primera División angehörte, war es Spielort der ersten mexikanischen Liga.

## Geschichte
Das etwa neuntausend Besuchern Platz bietende Stadion sowie das umliegende Gelände des Centro Vacacional IMSS Oaxtepec befinden sich im Eigentum des mexikanischen Bundessozialversicherungsinstituts Instituto Mexicano del Seguro Social, kurz IMSS.
Als der CF Oaxtepec in den frühen 1980er Jahren erstklassig spielte, war das Stadion Spielstätte der höchsten mexikanischen Spielklasse im Vereinsfußball. Unsicher ist aufgrund der differierenden Quellen lediglich, ab wann das Stadion vom CF Oaxtepec als Erstliga-Spielort genutzt wurde. Während gemäß der Datenbank von Mediotiempo bereits das erste Heimspiel der Saison 1982/83 am 12. September 1982 (1:0 gegen Tampico-Madero) im Estadio Unidad Deportiva bestritten wurde, wurden die ersten Heimspiele gemäß dem Saisonartikel bei RSSSF in Puebla ausgetragen und das Estadio Unidad Deportiva erst ab dem Heimspiel am 17. Februar 1983 gegen Cruz Azul (ebenfalls 1:0) genutzt. Gemäß beiden Quellen glückte die Heimpremiere im eigenen Stadion mit einem 1:0-Sieg. Ebenso verabschiedete die Mannschaft sich mit einem 1:0-Heimsieg (am 12. Mai 1984 gegen Universidad de Guadalajara) aus der ersten Liga. Das letzte Erstligator im Estadio Unidad Deportiva del IMSS gelang Omar Mendiburu in der 66. Minute.
Zuletzt war das Stadion in der Saison 2011/12 Spielort im Profifußball, als der ortsansässige Club Lagartos de Oaxtepec in der drittklassigen Segunda División vertreten war. Allerdings veräußerte der Verein seine Lizenz nach nur einer Saison an den Reynosa FC.